# William Dunbar
|  | Per a altres significats, vegeu «William Dunbar (desambiguació)». |

William Dunbar   (East Lothian, 1460 - Edimburg, 1520) fou un poeta escocès, va ser probablement un nadiu de East Lothian. Això se suposa per una satírica referència en el Flyting of Dunbar and Kennedie, on també es va insinuar que era un membre de la casa noble de Dunbar.

## Biografia
El seu nom apareix en 1477 en el Registre de la Facultat d'Arts de la Universitat de St Andrews, entre els Llicenciats en Arts, i en 1479 entre els mestres de la universitat. Allà després es va incorporar a l'orde d'Observantine franciscans, a St Andrews o Edimburg, i marxà a França com un frare errant. Va passar uns anys en Picardia, i encara a l'estranger quan, el 1491, la missió de Bothwell per garantir una nóvia per al jove rei Jaume IV d'Escòcia va arribar a la cort francesa. No hi ha cap prova directa de què va acompanyar a Blackadder, l'arquebisbe de Glasgow, de manera anàloga a l'ambaixada d'Espanya en 1495. D'altra banda, sabem que ell marxà amb el prelat d'Anglaterra en el seu major èxit de la missió en 1501.